# ده أمام قلي (كفشكنان)
ده أمام قلي (بالفارسية: ده امامقلی) هي قرية تقع في إيران في قسم کفشکنان الريفي.